# Mandela Challenge Plate
Nelson Mandela Challenge Plate – trofeum sportowe w rugby union przyznawane zwycięzcy meczów pomiędzy zespołami Australii i RPA w trakcie trwania The Rugby Championship. Nazwane jest na cześć pierwszego prezydenta Republiki Południowej Afryki po epoce apartheidu – Nelsona Mandeli.
Trofeum zaprojektowane przez australijską firmę Flynn Silver ma kształt talerza, jest wykonane ze srebra z 24-karatowym złotym obrzeżem. W jego centrum znajduje się złoty dysk zawierający symbole obu reprezentacji – Wallabie i Springbok.
Początkowo walka o to trofeum miała się rozgrywać co dwa lata w formie jednego meczu rozgrywanego na przemian w Australii i RPA, poza spotkaniami w ramach Pucharu Trzech Narodów. Pierwszym zdobywcą została drużyna Australii w 2000 roku po zwycięskim meczu w Melbourne na Stadionie Docklands – pierwszym w historii rozegranym przy zasuniętym dachu. Drugie spotkanie, rozegrane w RPA w 2002 i wygrane przez gospodarzy, było jednak z powodów organizacyjnych częścią Pucharu Trzech Narodów. Kolejna edycja, zaplanowana na 2004, została przesunięta na rok następny, już w formie dwumeczowej, i zakończyła się remisem. Od 2006 roku natomiast trofeum zdobywa się wygrywając serię meczów, która w zależności od systemu gier w danej edycji Pucharu Trzech Narodów obejmowała dwa lub trzy pojedynki, zaś w The Rugby Championship dwa. Remisowy wynik serii meczów oznacza, że trofeum pozostaje u dotychczasowego posiadacza.

## Zwycięzcy
| Zwycięzca         | Rok  | Wygrane przez Australię | Wygrane przez RPA | Remis |
| ----------------- | ---- | ----------------------- | ----------------- | ----- |
| Australia         | 2000 | 1                       | 0                 | 0     |
| Południowa Afryka | 2002 | 1                       | 0                 | 0     |
| Południowa Afryka | 2005 | 1                       | 1                 | 0     |
| Australia         | 2006 | 2                       | 1                 | 0     |
| Australia         | 2007 | 1                       | 1                 | 0     |
| Australia         | 2008 | 2                       | 1                 | 0     |
| Południowa Afryka | 2009 | 1                       | 2                 | 0     |
| Australia         | 2010 | 2                       | 1                 | 0     |
| Australia         | 2011 | 2                       | 0                 | 0     |
| Australia         | 2012 | 1                       | 1                 | 0     |
| Południowa Afryka | 2013 | 0                       | 2                 | 0     |
| Południowa Afryka | 2014 | 1                       | 1                 | 0     |
| Australia         | 2015 | 1                       | 0                 | 0     |
| Australia         | 2016 | 1                       | 1                 | 0     |
| Australia         | 2017 | 0                       | 0                 | 2     |

Liczba zwycięstw:
- Australia – 10
- Południowa Afryka – 5